# Issikiomartyria
Issikiomartyria es un género de pequeños lepidópteros pertenecientes a la familia  Micropterigidae.

## Especies
- Issikiomartyria akemiae Hashimoto, 2006
- Issikiomartyria bisegmentata Hashimoto, 2006
- Issikiomartyria distincta Hashimoto, 2006
- Issikiomartyria nudata  (Issiki, 1953)
- Issikiomartyria plicata Hashimoto, 2006